# Mezinárodní jazzový festival Praha
Mezinárodní jazzový festival Praha je jeden z nejstarších jazzových festivalů v Evropě. Postupem času byl pořádán různými institucemi.

## XIV. Mezinárodní jazzový festival Praha
Festival proběhl ve dnech 14. – 17. října 1982 ve Velkém sále Lucerny, vždy od 20. hodin. Pod záštitou Ministerstva kultury ČSR.

### 14. října 1982
- Orchestr Gustava Broma, sólisté: Camelia Todorová – zpěv (Bulharsko), Kadri Gopalnath – saxofon (Indie)
- Barok Jazz Quintet, sólista: Ted Curson – trubka (USA)
- Günter Sommer – bicí (NDR)
- Leonid Čižik – klavír (Sovětský svaz)
- Skupina Los Van Van (Kuba)
- Philip Catherine (Belgie) – Toto Blanke (NSR) – Rudolf Dašek – kytary

### 15. října 1982
- Martial Solal – Big Band (Francie)
- Emil Viklický – klavír
- Tony Lakatos se skupinou (Maďarsko)
- Laco Déczi – trubka a Zdeněk Dvořák – kytara
- Sonny Rollins se skupinou (USA)

### 16. října 1982
- Rudolf Rokl a Karel Růžička – klavíry
- Georgij Garanjan – saxofon
- Tomasz Stańko se skupinou – byl uveden na programu, ale vystoupil až 17. října
- Combo Petera Lipy
- Glann Miller Orchestra (USA)

### 17. října 1982
- Jazzový orchestr Československého rozhlasu, dirigenti: Kamil Hála a Georgij Garanjan, sólisté: Jana Koubková – zpěv a Ted Curson – trubka (USA)
- Aki Takase – klavír (Japonsko)
- Tomasz Stańko se skupinou – vystoupení původně plánováno na 16. října
- Jiří Stivín – flétna, saxofon – Alan Vitouš – bicí
- Acker Bilk a Paramount Jazz Band (Velká Británie)[1]

## XV. Mezinárodní jazzový festival Praha
Festival proběhl ve dnech 18. – 21. října 1982 ve Velkém sále Lucerny, vždy od 19. hodin. Pořadatelem byl Pragokoncert – Československá umělecká agentura, pod záštitou Ministerstva kultury ČSR.

### 18. října 1984
- Gustav Brom se svým orchestrem, sólisté: Helena Blehárová – zpěv, Georgij Garanjan – saxofon (Sovětský svaz)
- Hannes Zerbe – Doetrich Unkrodt – tuba – klavír (NDR)
- Trio Ljubomira Deneva, sólistka: Yaldaz Ibrahimova (Bulharsko)[p 1]
- Jazz Quartet Vanja Lisak (Jugoslávie)
- Cecile Taylor s orchestrem (USA) – původně ohlášeno McCoy Tyner Trio

### 19. října 1984
- P. jazz combo
- Günther Fischer Sextet a Angelika Weissová – zpěv (NDR)
- Eiichi Hayashi Kvartet (Japonsko)
- Georgij Garanjan Trio (Sovětský svaz)
- Chris Barber Band (Anglie)
- Buddy Rich Big Band (USA)

### 20. října 1984
- Metropolitan Jazz Band, sólistka: Jana Koubková – zpšv
- Olivier Hutman Trio (Francie)
- Benko Dixieland (Maďarsko)
- Jazzová skupina Lembita Saarsalu (Sovětský svaz)
- Sri Vemu Mukunda (Indie)
- Orchestr Arturo Sandovala (Kuba)
- Anthony Braxton Kvartet (USA)

### 21. října 1984
- Esprit Band
- Charles Loss – Steve Houben – klavír – saxofon (Belgie)[p 2]
- Edward Vesala – bicí (Finsko)[p 2]
- Enrico Rava kvartet (Itálie) [p 3]
- Catalin Tircolea – panova flétna (Rumunsko)
- String Connection Sextet (Polska)
- Didier Lockwood Trio (Didier Lockwood, Christian Escoude, Philip Catherine)[2]

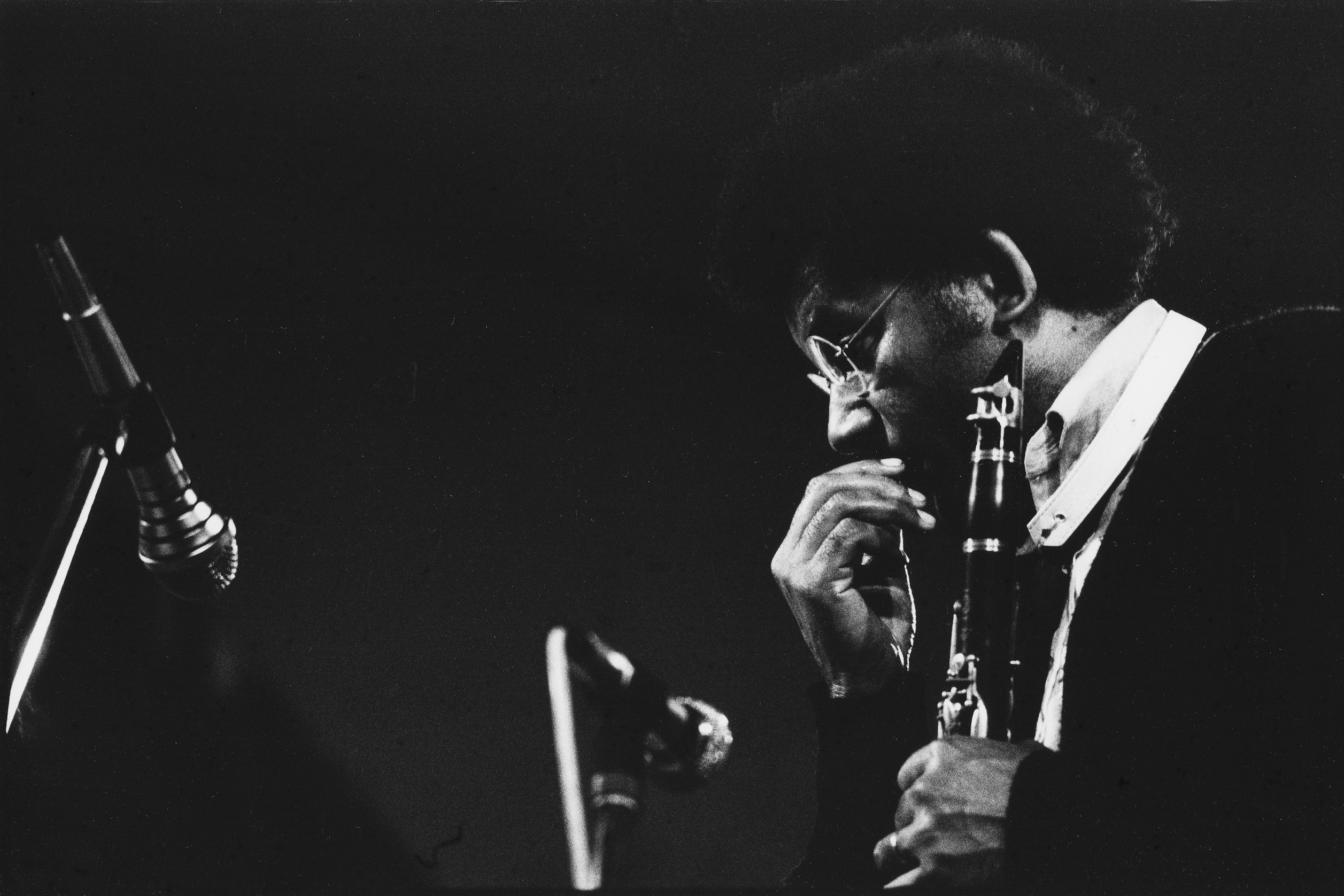
Anthony Braxton
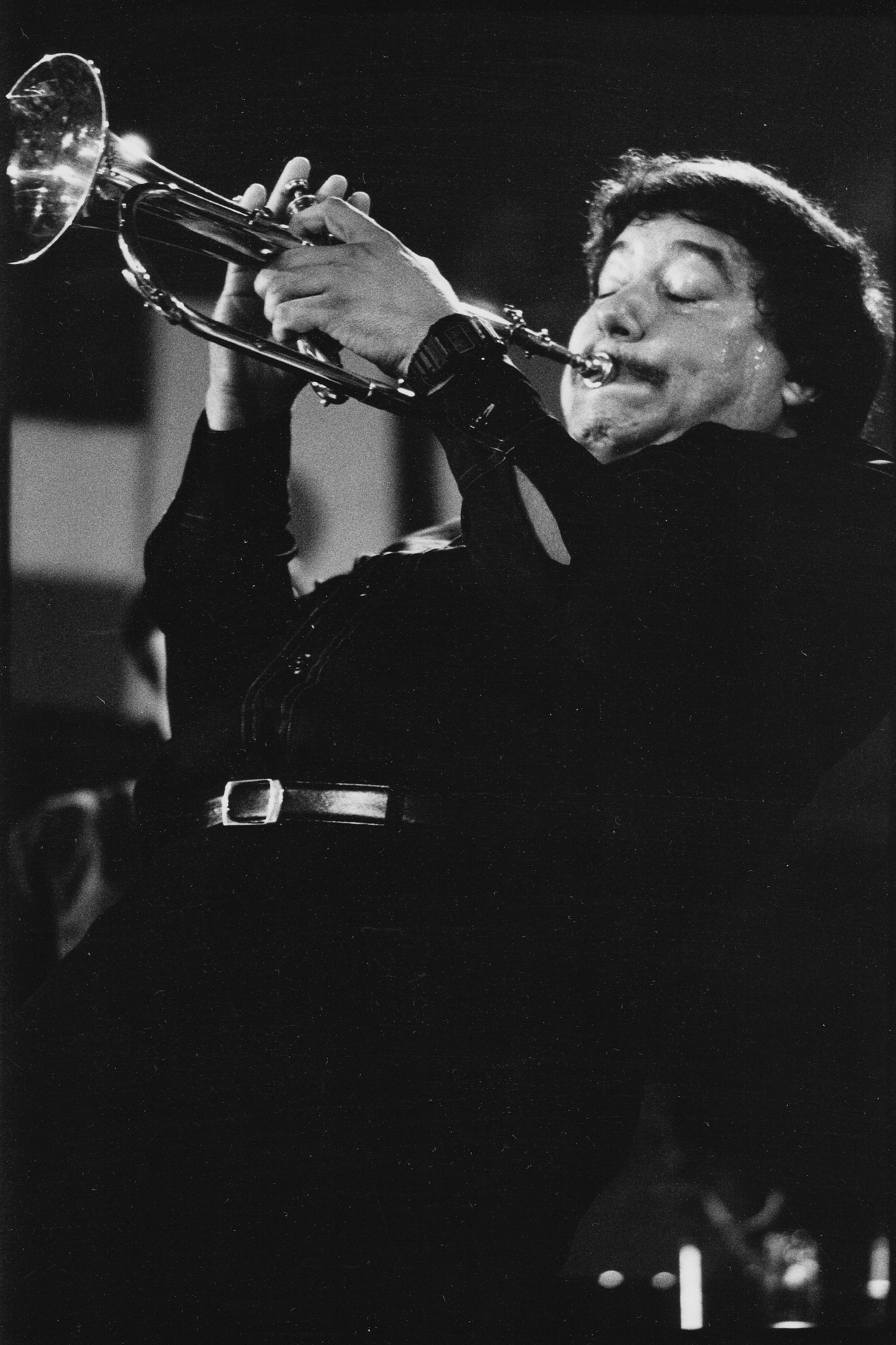
Arturo Sandoval
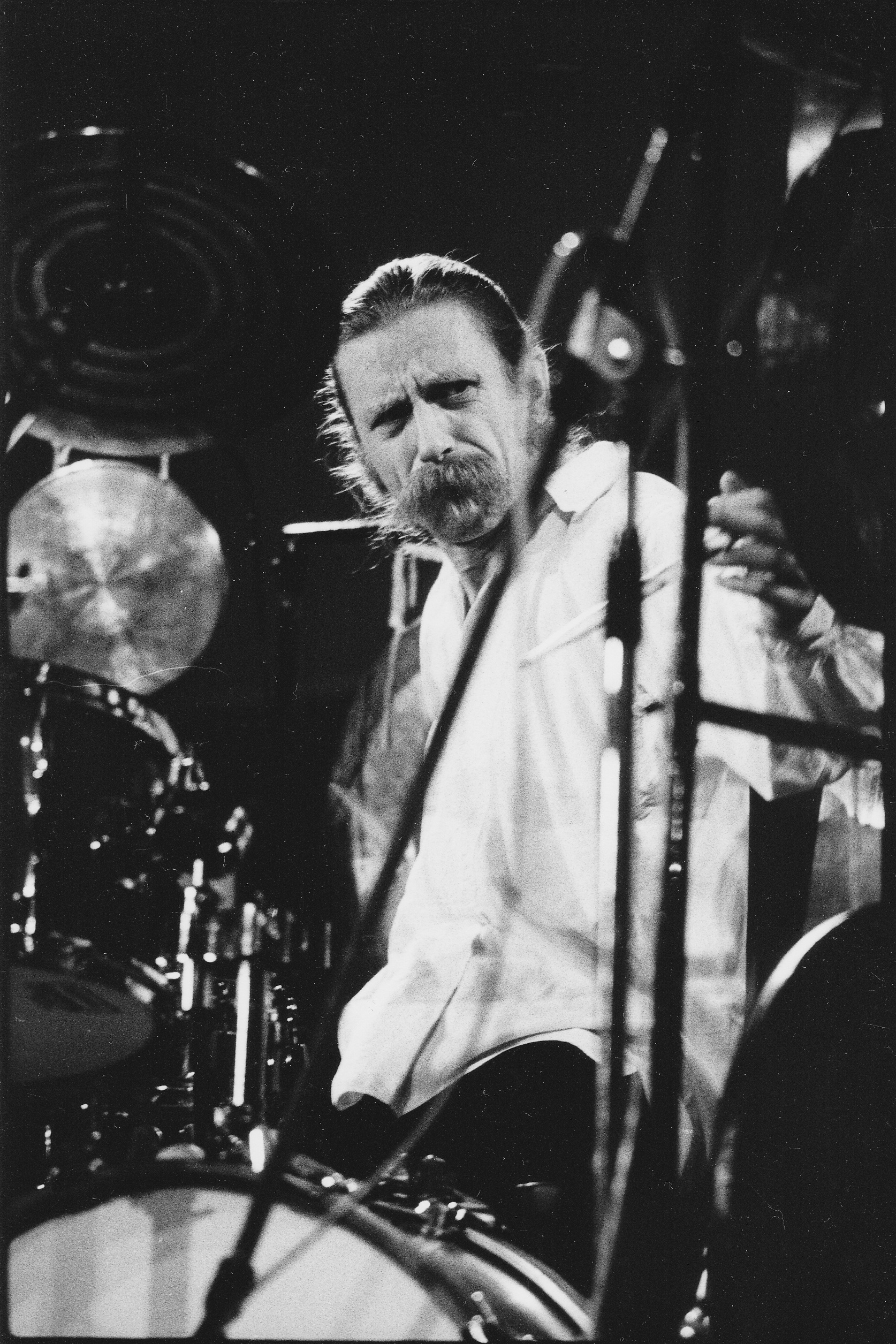
Edward Vesala
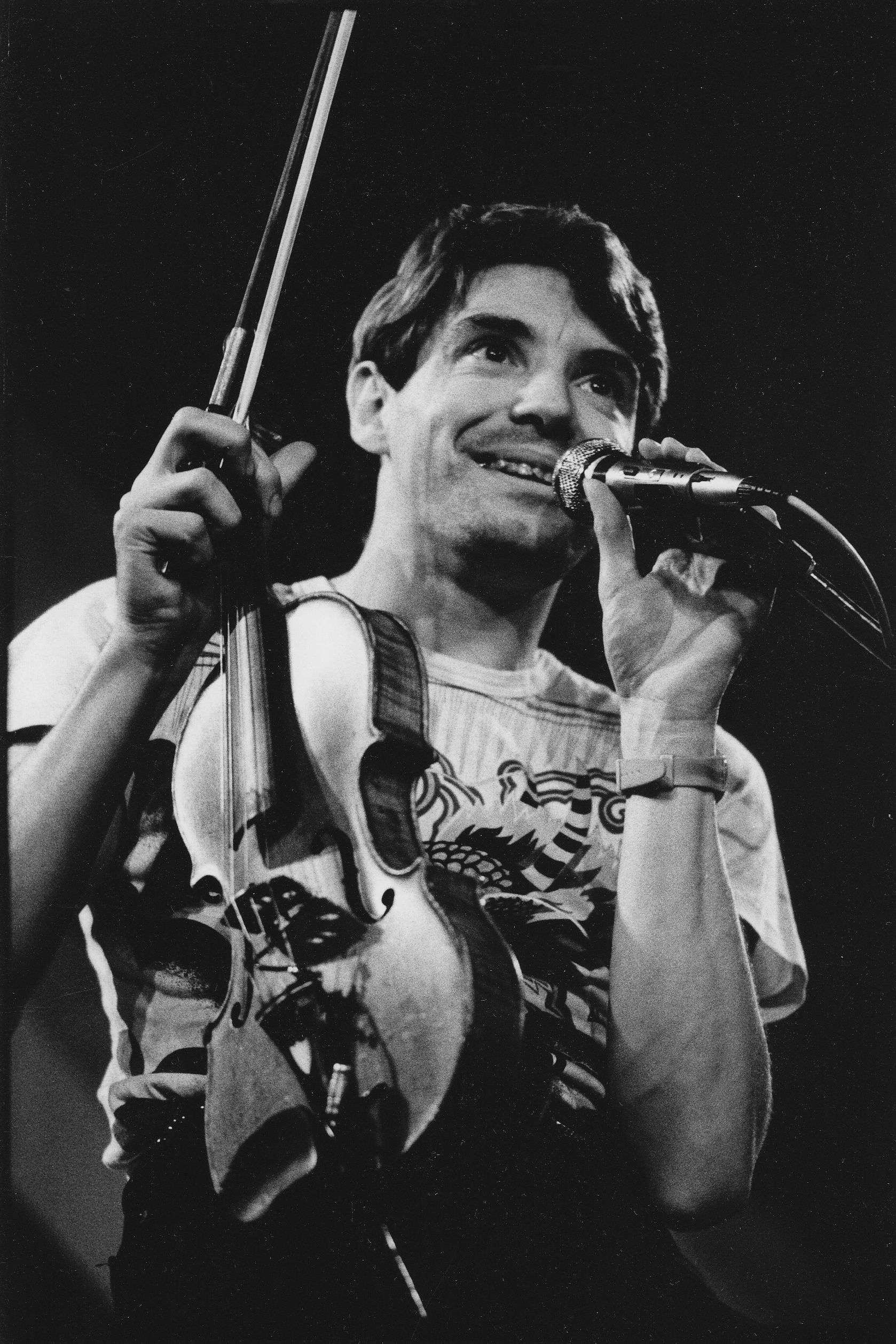
Didier Lockwood

## XVI. Mezinárodní jazzový festival Praha
Festival proběhl ve dnech 22. – 26. října 1986 ve Velkém sále Lucerny, od 19. hodin, kromě mimořádného koncertu Herbie Hancocka. Pořadatelem byl Pragokoncert – Československá umělecká agentura, pod záštitou Ministerstva kultury ČSR.

### 22. října 1986
- Jazzové setkání, Reduta, 19 hodin

### 23. října 1986

#### odpolední koncert, Lucerna, 15 hodin
- Herbie Hancock – Round Midnight[p 4]

#### večerní koncert, Lucerna, 19 hodin
- Gustav Brom se svým orchestrem, sólisté: Tamaz Kusašvili – kontrabas (Sovětský svaz), Hans Koller – saxofon (Rakousko)
- Ion Baciu jr. – klavír (Rumunsko)
- Mwendo Dawa Quartet (Švédsko)
- Eva Svobodová – zpěv, Emil Viklický – klavír
- Acoustic Version (Bulharsko)
- Nigeria Jazz Group (Nigérie)
- Yosuke Yamashita (Japonsko)

### 23. října 1986

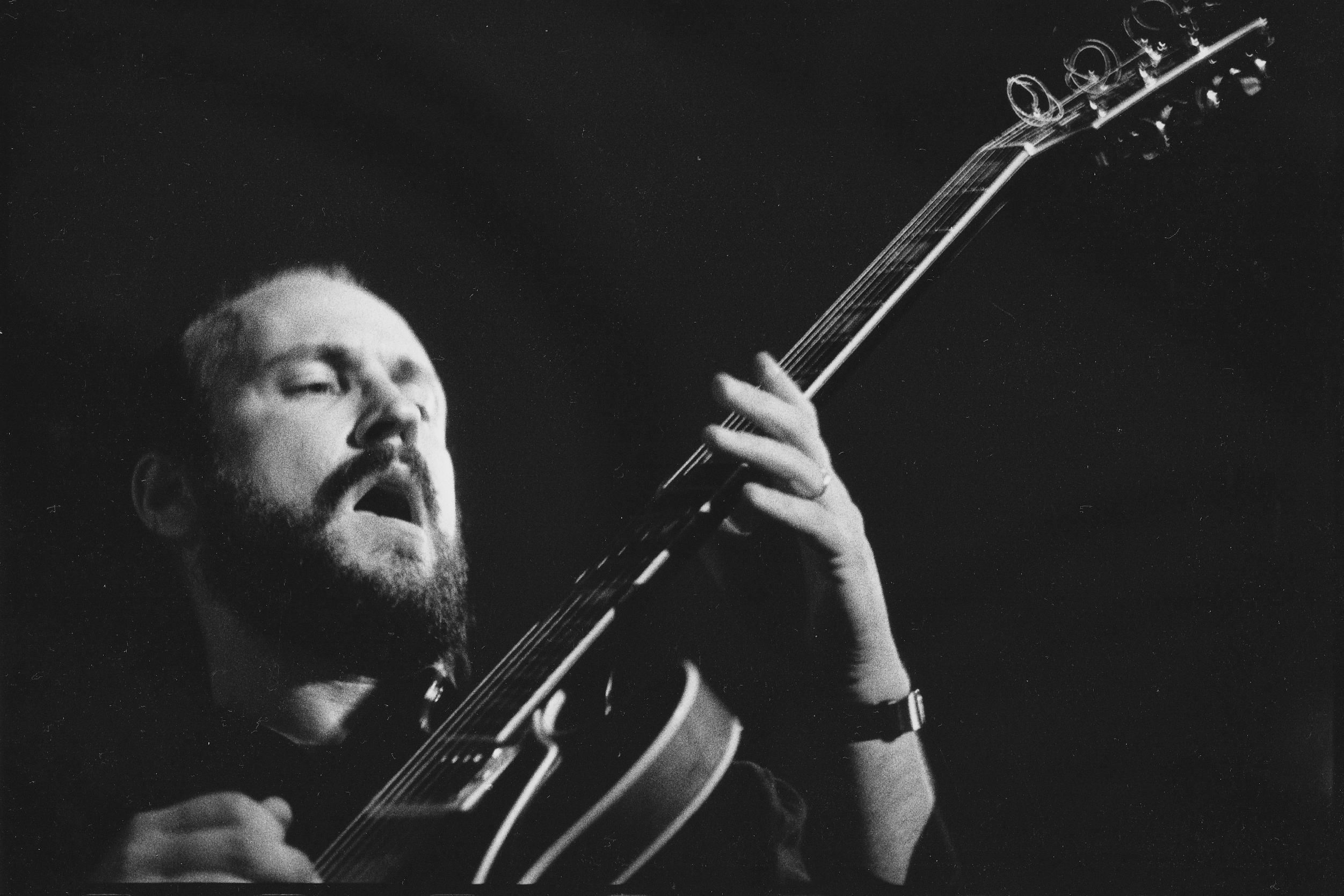
John Scofield na MJF

- Orchestr Ferdinanda Havlíka a Karel Velebný
- Albert Mangelsdorff (NSR)
- Oschestr Olega Lundströma (Sovětský svaz)[p 3]
- The Patt Brothers Quartet (Rakousko)
- John Scofield Trio (USA)

### 24. října 1986
- Metropolitan Jazz Band
- Franco D’Andrea Kvintet
- Kvartet Emila Viklického
- B. P. Convention (Jugoslávie)

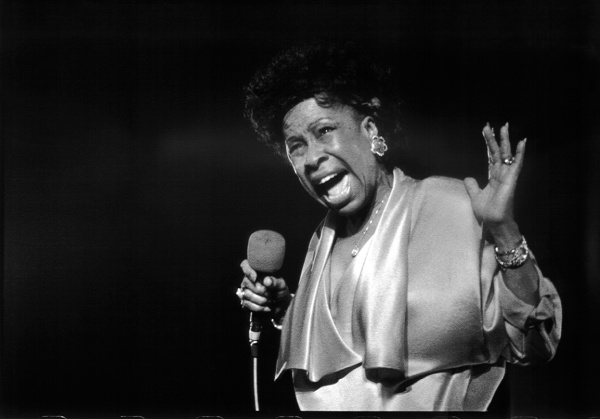
Betty Carter

- Český Big Band, dirigent Alexej Fried
- Kvintet Naima
- Betty Carter Trio[3]

## 38. Mezinárodní jazzový festival Praha
Proběhl ve dnech 1. října – 6. listopadu 2016.

## 39. Mezinárodní jazzový festival Praha
39. ročník festivalu proběhl v jazzovém klubu Reduta ve dnech 30. září až 5. listopadu 2017